# Wang Anshi
| Wang Anshi      |                                                   |
| Wáng Ānshí      |                                                   |
| Familienname:   | Wáng (王)                                         |
| Rufname:        | Ānshí (安石)                                      |
| Zì:             | Jièfǔ (介甫)                                      |
| Hào:            | Bànshān Lǎorén 半山老人 (=halber Berg/alter Mann) |
| Postumer Titel: | Wén (文)                                          |
| Adelstitel:     | Jīngguógōng (荊國公)                              |

Wang Anshi (chinesisch 王安石, Pinyin Wáng Ānshí, W.-G. Wang An-shih, * 1021; † 1086 in Nanjing) war Dichter, Philosoph und vor allem Reformer, Staatsmann und Kanzler in der Blütezeit des alten China zur Zeit der Song-Dynastie. Er bemühte sich um eine soziale Gerechtigkeit, ohne die Grundlagen der chinesischen Gesellschaft und der politischen Macht in Frage zu stellen.
Weniger bekannt sind seine Beinamen Jièfǔ (介甫) und Bànshān Lǎorén (半山老人, alter Mann vom halben Berg).

## Leben
Wang entstammte einer Familie aus dem Süden Chinas, die mehrere Träger des höchsten Beamtengrades (Jìnshì 進士, doktorähnlicher akademischer Grad) stellte. Nach Ablegen des vierten Grades der chinesischen Beamtenprüfung 1042 verbrachte er zwanzig Jahre in der Regionalverwaltung der unteren Jangtsekiang-Region. Während dieser Zeit sammelte er alle notwendigen Fakten und erwarb die Erkenntnisse, die die Basis seiner Reformgedanken bildeten. Er kam zu dem Schluss, dass der Staat konkrete Möglichkeiten für einen akzeptablen Lebensstandard aller seiner Bürger zu gewährleisten habe und erarbeitete ein Konzept, wie die arbeitende Bevölkerung (vornehmlich Kleinbauern, Handwerker und Tagelöhner) vor dem sozialen Abstieg zu bewahren bzw. aus dessen Niederungen herauszuführen sei. Schon 1056 reichte er ein Reformprojekt ein. Unter Kaiser Shenzong (reg. 1068–1085) wurden 1069 die Reformen Wang Anshis umgesetzt. Sein Hauptanliegen war es, die Situation der Kleinbauern zu verbessern, welche die gesamte Last der direkten Steuern und der Frondienste trugen. Das Gleiche betraf die kleinen Handwerker, die von sog. Verlegern und von Handelsgilden (hang, chin. 行) abhängig waren.

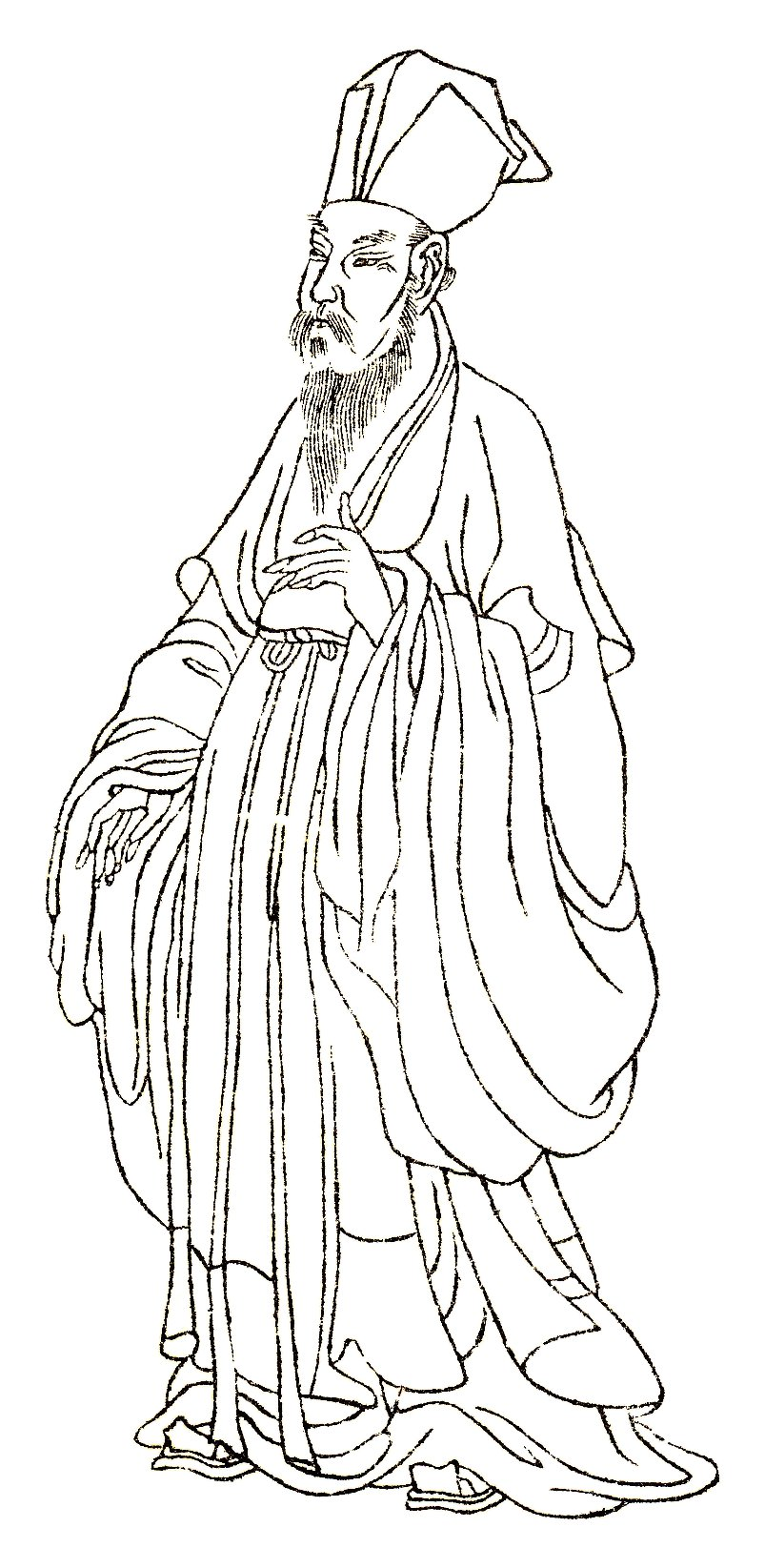
Wang Anshi, Wan Xiao Tang, 1743

Konkret handelte es sich um die Herstellung eines (Preis-)Gleichgewichts auf dem Lebensmittelmarkt, um eine Reform der Grundsteuern nach dem Ertrag, veränderte Transportbestimmungen für Naturalsteuern, Umwandlung der Dienstleistungen (für den Staat) in Abgaben, zinsgünstige staatliche Darlehen für Bauern gegen Verpfändung der Ernte, eine Wehrverfassung mit der Einführung des baojia-Milizsystems, eine Beteiligung des Staates am Großhandel und vieles mehr. Die „Benachteiligten“ waren die Großkaufleute, Wucherer und Großgrundbesitzer, die bis dato von den Schwächen der Gesetze profitiert hatten. So wurden 1067 beispielsweise nur 30 % aller Landflächen überhaupt besteuert. Weil durch die Reformen die Privilegien des niederen chinesischen Adels angetastet wurden, unterliefen die Beamten, die meistens aus dieser Schicht stammten, seine Reformansätze. Die bekanntesten Gegenspieler Wangs waren die Literaten Ouyang Xiu und Su Dongpo.
Wang Anshi, dem heute gelegentlich das Etikett Staatssozialist angehängt wird, sah eine der Ursachen für die Misere des Staates in der ungeeigneten Beamtenschaft. Er schaffte sich viele Gegner, indem er in das Prüfungswesen eingriff und Sachfächer wie zum Beispiel Medizin und Militärwesen in den Prüfungskanon einführte. Bedenkt man, welche Privilegien auf dem Spiel standen, dann versteht man, weshalb viele der konfuzianisch gebildeten Beamten die Reformen erbittert bekämpften. In Wang Anshis Memorandum der zehntausend Worte heißt es, dass man statt sachkundiger, tüchtiger Beamter geschulte Literaten habe, die ein gutes Gedächtnis hätten und viele Texte aufsagen könnten, aber für Aufgaben verwendet würden, für die sie ungeeignet seien. Außerdem sei die Besoldung der Beamten so unzureichend, dass sie auf Geschenke und Erpressung angewiesen seien.
Die wichtigsten Reformen zielten darauf ab, die Lage der Bauern zu verbessern, denn in der Landwirtschaft sah Wang Anshi das Fundament des Staates. Mit staatlichen Krediten sollte z. B. der Zinswucher unterbunden werden. Doch die von ehrgeizigen Beamten den Bauern aufgezwungenen Kredite hatten auch nachteilige Folgen. Trotzdem gab es kaum Anhaltspunkte dafür, dass die Reformen insgesamt verfehlt gewesen wären. Die so genannten Neuen Gesetze (xin fa, 新法) waren fast zwanzig Jahre in Kraft und während dieser Zeit blieb das chinesische Reich ruhig, trotz der Warnungen der Gegner, die neue Politik würde einen neuen Volksaufstand wie den von An Lushan heraufbeschwören.
Wang Anshi konnte sich gleichwohl nicht bei Hofe halten und wurde 1076 verbannt. Zwar wurde er 1078 wieder eingesetzt und seine Politik bis zum Tode von Kaiser Shenzong 1085 weiterhin offiziell verfolgt, allerdings mit weniger Nachdruck als zuvor. Danach wurde er erneut entmachtet und musste noch die beginnende Zerstörung seines Lebenswerkes mit ansehen: An seine Stelle trat der Konservative Sima Guang (* 1019, † 1086), der die Großgrundbesitzer und reichen Kaufleute vertrat und die „neuen Gesetze“ wieder rückgängig machte. Wang zog sich nach Jiankang (建康), dem heutigen Nanjing, zurück und widmete sich den Wissenschaften.
Nach dem Tod der beiden Rivalen 1086 setzte sich der Kampf ihrer Parteien fort. Erst 1093 kam Wang Anshis Partei wieder an die Macht, aber ihr fehlte jetzt die Rechtschaffenheit und der Weitblick, man trat nur noch dem Namen nach für die Reform ein und lieferte sich stattdessen Machtkämpfe. Trotzdem blieb der Staat noch einige Jahrzehnte innerlich stabil. Heutige Ökonomen betrachten Wangs Reformen und Grundsätze als vergleichbar mit denen eines modernen Wohlfahrtsstaates.